# Gerald Ash
Gerald Ash (1948) va ser un ciclista estatunidenc que es va dedicar al ciclisme en pista. Va aconseguir una medalla de plata al Campionat del món de tàndem de Múnic 1978, fent parella amb Leigh Barczewski.